# 파울 일린스키
파울 로마노프 일린스키(Paul Romanovsky-Ilyinsky, 1928년 1월 27일 - 2004년 2월 10일)는 플로리다 팜비치의 전직 3선 시장이자 로마노프 왕조 출신 인물이다. 공식 직함은 홀스타인 코토르프 공(Duke of Holstein-Gottorp)이다. 한국전쟁때는 미군 소속 전투 사진가로 활동하기도 했다.
아버지 드미트리 파블로비치 대공은 파벨 알렉산드로비치 대공의 아들로, 파벨 알렉산드로비치 대공은 알렉산드르 2세의 아들이자 알렉산드르 3세의 동생이었다. 할머니 알렉산드라를 통해 그리스 왕가의 혈통도 물려받았다. 6촌인 블라디미르 키릴로비치가 1992년에 사망하자 로마노프 왕조의 잠재적 승계권자의 한사람으로도 지목되었다.
블라디미르 키릴로비치 역시 알렉산드르 2세의 후손으로, 알렉산드르 2세의 아들 블라디미르 알렉산드로비치의 손자이자 키릴 대공의 아들이었다.